# هانس فريس
هانس فريس (بالنرويجية البوكمول: Hans Friis)‏ هو كاتب نرويجي، ولد في 1716، وتوفي في 12 نوفمبر 1762.